# Л’Акуила
Л’А́куила (иногда Аквила, Акуила, Л’Аквила; итал. L'Aquila — «орёл») — город и коммуна в центральной Италии. Столица области Абруцци, являющийся также административным центром провинции Л’Акуила. Насчитывает 73 150 жителей, кроме того около 100 000 человек ежедневно приезжает в город на учёбу, на работу, чтобы посмотреть на достопримечательности или просто отдохнуть. Город построен на холме в широкой долине реки Атерно, окружён Апеннинскими горами. К северо-востоку от города находится высочайший хребет Апеннин Гран-Сассо.
В Л’Акуиле лабиринты узких улочек, составленных из зданий и церквей в стиле барокко и Ренессанса, выходят на элегантные площади. В городе есть университет (итал. Università degli Studi dell'Aquila), студенческий городок и много культурных учреждений: репертуарный театр, симфонический оркестр, академия художеств и консерватория. Историческая часть города обнесена средневековыми стенами.
Покровителями города почитаются святые папа Целестин и Бернардин Сиенский. Праздник города — 10 июня.

## География

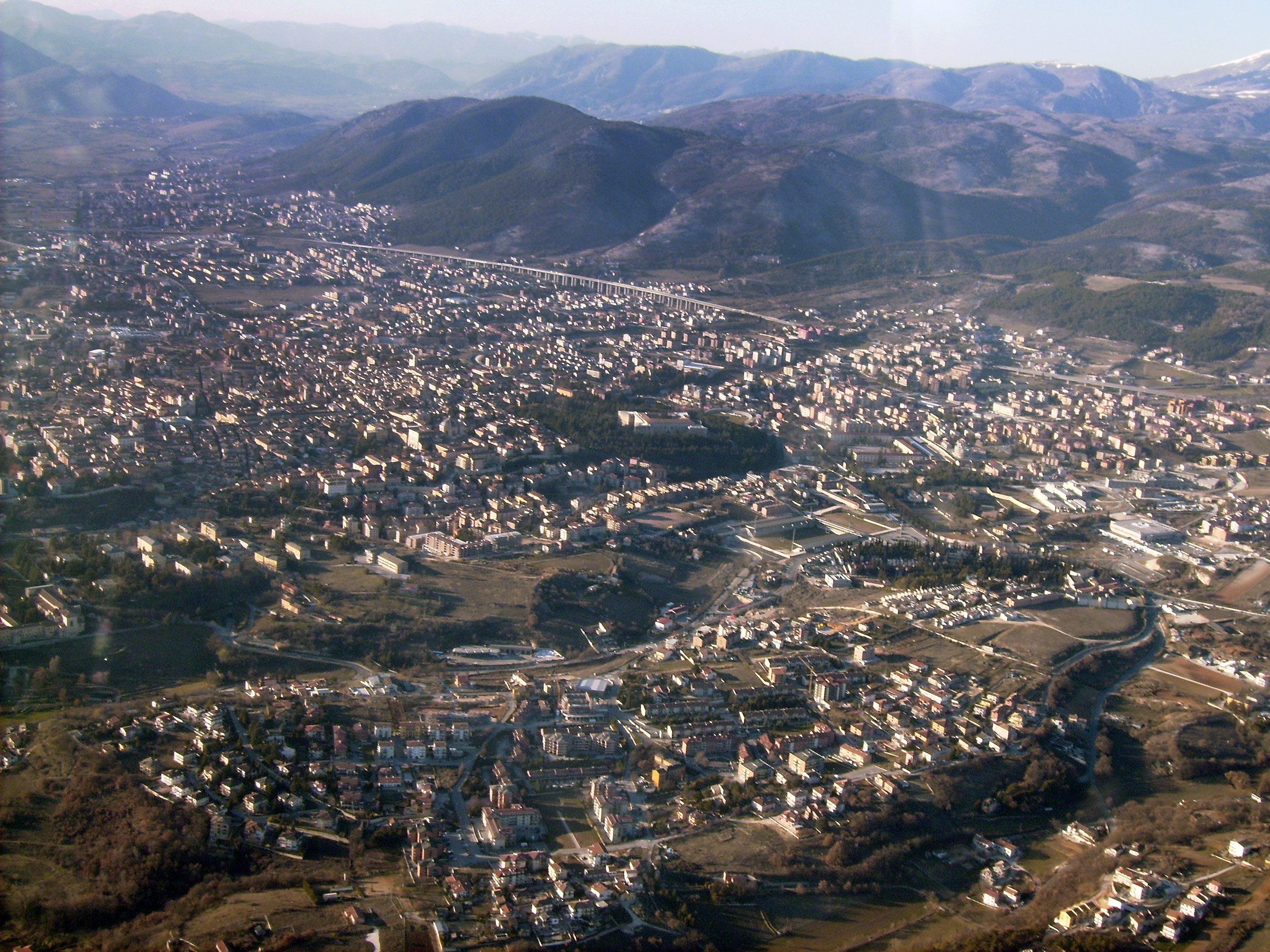
Вид на город с воздуха

Л’Акуила находится в котловине на берегах реки Атерно, на высоте 721 метров над уровнем моря, третий по высоте среди региональных центров Италии после Энны и Потенцы.
Исторический центр находится на плато почти в центре долины, протянувшейся с северо-запада на юго-восток; многие районы города находятся на склонах или на вершинах прилегающих холмов, среди которых стоит упомянуть Ройо, Пьянолу, Баньо, Сан-Джакомо и Коллебринчони. После войны индустриальное расширение города сконцентрировалось на его западной окраине, в относительно ровной местности. Сегодня город расположился с востока на запад параллельно руслу реки.
Территория коммуны разделяется на 12 округов и занимает 466 км². Некоторые городки, входящие в коммуну, в прошлом были отдельными муниципалитетами, как, например, Паганика.

## Климат

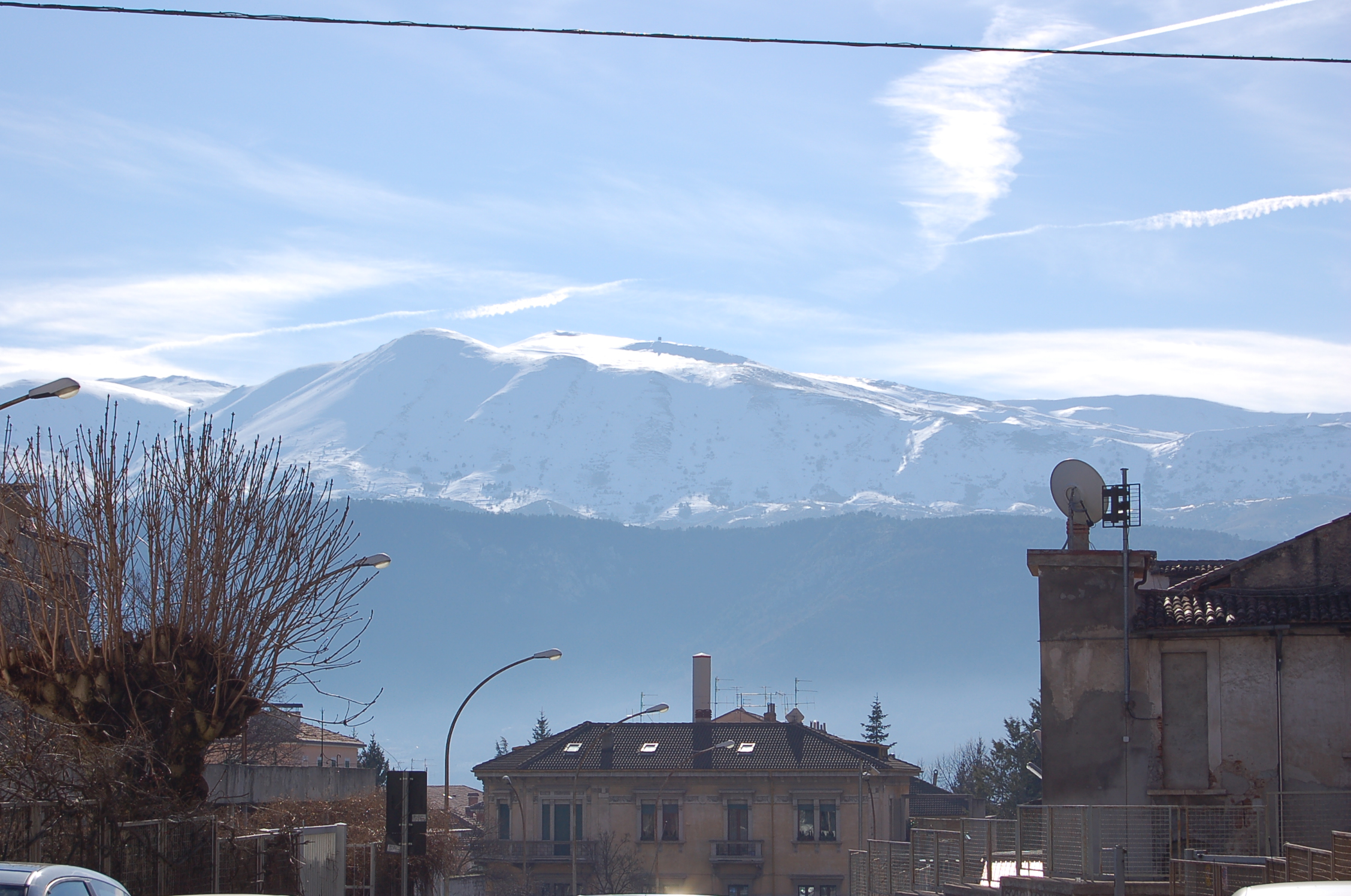
Горы Акуилы на юго-востоке: Гора Велино

Окружающие горы закрывают город от тёплых влажных потоков воздуха со Средиземного моря. Благодаря этому климат в Аквиле холодный, в сравнении с остальной центральной Италией, и относительно сухой. Температура достигает −17 °C в зимние месяцы. В январе 1985 года на метеорологической станции в аэропорту Претуро было зарегистрировано −27,8 °C. В летний период, наоборот, температура иногда поднимается до 30 °C. Осадки относительно обильные (приблизительно 750 мм в год), но меньше, чем на территории, расположенной ниже. Зимой снег может лежать на земле многие дни.

## Флора
Широко распространены леса из тополя, граба и австрийского дуба. Также в ареале присутствуют орешник, каштан, клён (обычно представлены огромными экземплярами). Благодаря лесоразведению также присутствуют чёрная сосна, красная ель и лиственница. Среди кустарников могут быть упомянуты можжевельник, черника (съедобная), белладонна (красавка обыкновенная; похожа на чернику, но ядовита и может привести к смерти), остролист.
Цветы представлены лилией (специально охраняемой региональным законом Абруццо), колокольчиками, камнеломкой, примулой, горечавкой, турецкой гвоздикой и многочисленными орхидеями. Особого упоминания заслуживает эдельвейс, очень редкое растение в Апеннинских горах.

## Фауна
На территории Акуилы обитают лиса, кабан и дикий кот, иногда встречаются апеннинский волк и косуля. Птицы представлены сапсаном, пустельгой и чеглоком.

## История

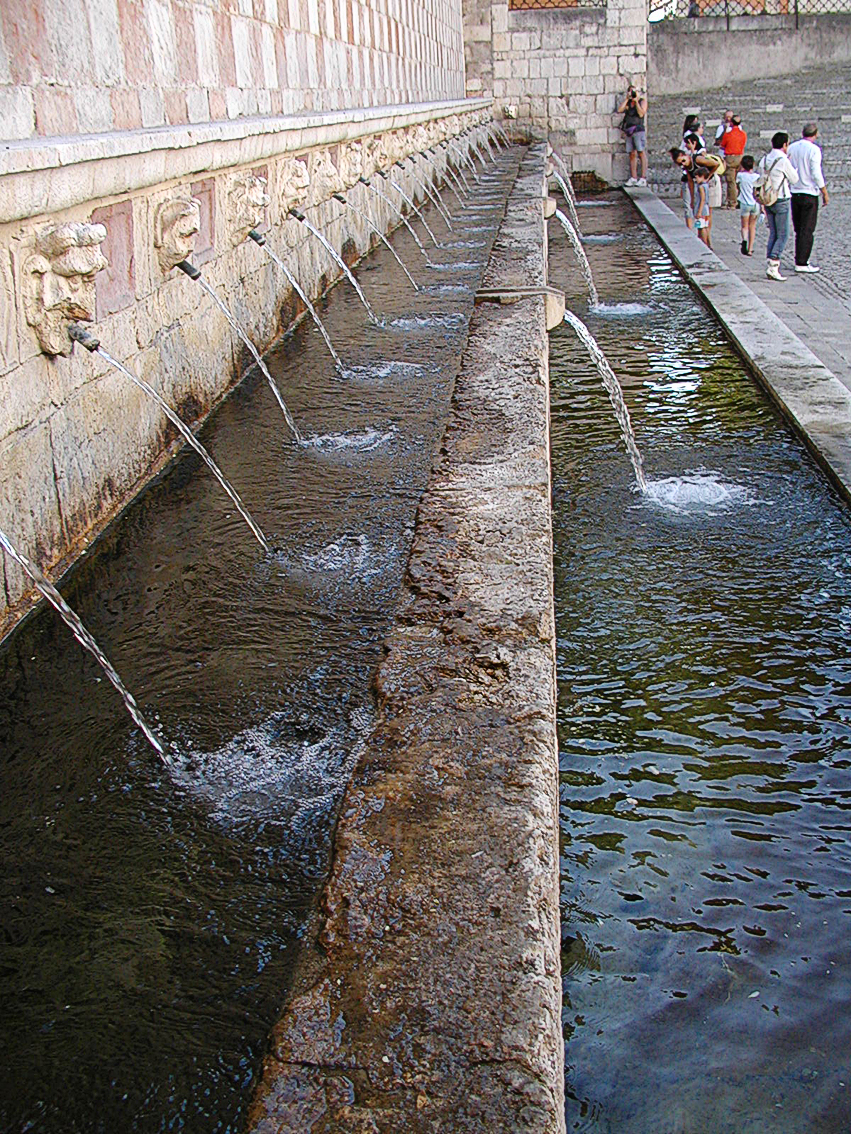
Фонтан 99 труб

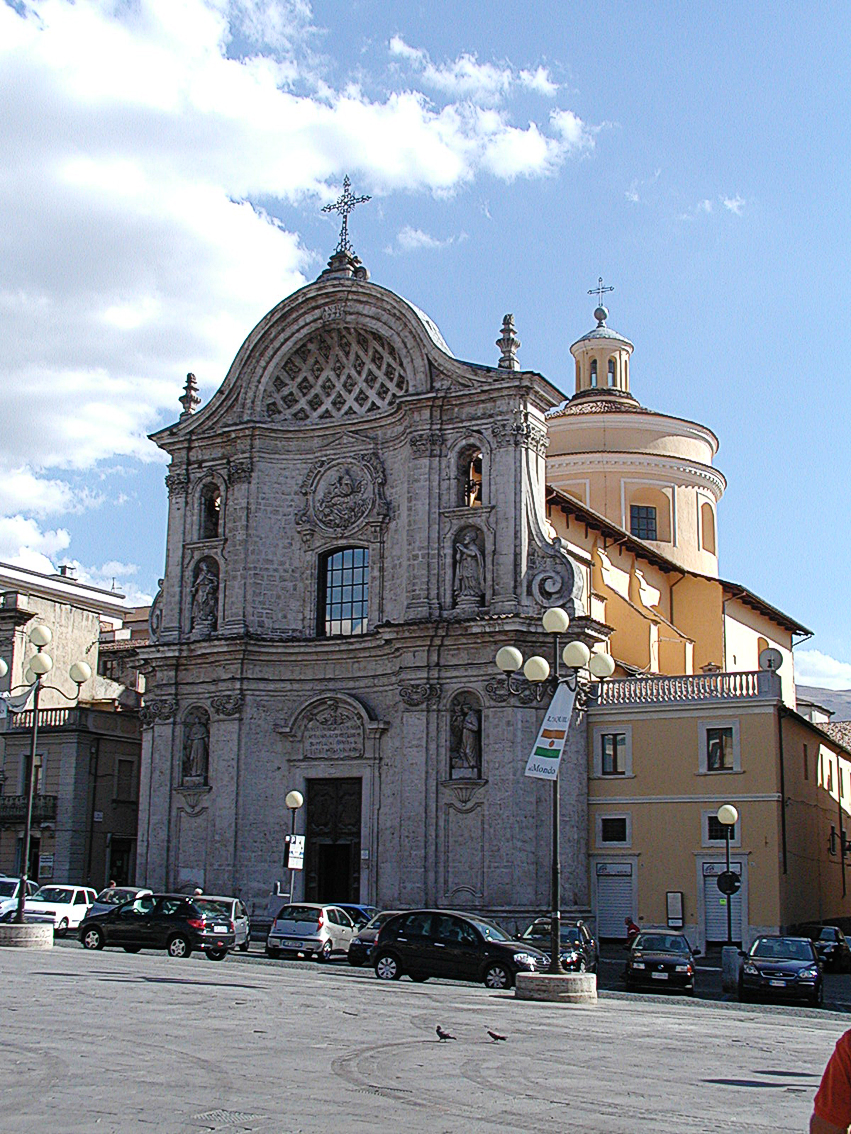
Церковь Святых Душ, до землетрясения

Город был основан императором  и королём Сицилии Фридрихом II Гогенштауфеном, как бастион против папского могущества. Имя городу (итал. l’aquila — «орёл») дано по символу орла в гербе Гогенштауфенов. Строительство было завершено в 1254 году сыном Фридриха Конрадом. После смерти Конрада город был разрушен его братом Манфредом Сицилийским в 1259 году, но снова был отстроен Карлом Анжуйским. Карл был преемником короля Сицилии. Стены были завершены в 1316 году.
Он быстро стал вторым городом в Неаполитанском королевстве. Это был автономный город, управляемый городским советом (который именовался и составлялся по-разному в разные века) и управляющими короля. Вначале он был под властью синьора Никколо делл’Изола (итал. Niccolò dell’Isola, 1230—1284), прозванного Народным рыцарем за борьбу с баронами, но он был после убит, когда стал тираном. 
В 1345-1354 годах город находился под властью Пьетро Кампонески (итал. Pietro Camponeschi) по кличке Lalle, графа Монторио, который стал третьей стороной в триумвирате, вместе с Советом и управляющими короля. Кампонески, который также был Великим канцлером Неаполитанского королевства, приобрёл чрезмерное могущество и был убит по приказу посетившего Аквилу Людовика Тарентского, супруга королевы Неаполя Джованны. Его потомки будут сражаться за власть с семьёй Претатти много поколений, но больше никогда не достигнут могущества своего предка. Владычество ставленников Джованны Неполитанской было свергнуто в 1381 году Карлом III Дураццо. 
Последний и единственный настоящий синьор Акуилы был Людовико Франки (итал. Ludovico Franchi), который оспорил власть папства, дав в 1512 году убежище Альфонсо I д'Эсте, бывшему герцогу Феррара, и отпрыску Джампаоло Бальони, свергнутого лорда Перуджи. В конце, тем не менее, жители Л’Аквилы свергли и его, посадив в тюрьму.
Сила Акуилы базировалось на близком соседстве между городом и деревнями-родительницами, которые учредили город как федерацию, каждая строила город и рассматривала его как часть своей деревни. Вот почему число 99 так важно в архитектуре Акуилы. Фонтан 99 струй (итал. Fontana delle 99 Cannelle), созданный архитектором Танкреди да Пентима в 1274 году, был назван в честь исторического происхождения города. 
Городской совет был составлен из мэров деревень, и не имел законного права, пока король Карл II (король Неаполя) не установил казначея (Camerlengo), как ответственного за взимание налогов (в начале плата разделялась между деревнями-родительницами). Позднее Camerlengo также получил политическую власть как президент городского совета.
Вначале город был большим рынком для окружающих деревень, обеспечивавших город продовольствием: с плодородных почв привозили драгоценный шафран, на окружающих горных пастбищах пасли овец и стригли с них шерсть, из которой делали ткани, идущие на экспорт и, в меньших количествах, в маленькие местные предприятия, что со временем привлекало в город купцов и ремесленников.
На несколько десятилетий Акуила стала связующим звеном между внутренними городами и городами вне Неаполитанского королевства благодаря так называемой via degli Abruzzi — дороге, которая пролегала из Флоренции в Неаполь, проходя через Перуджу, Риети, Л’Акуилу, Сульмону, Изернию и Капую.
В Л’Акуиле в 1294 году венчали на папство Целестина V, позднее основавшего монашеский орден целестинцев. В 1481 году ученик Гутенберга Адам фон Роттвайль установил в Л’Аквиле печатный станок. 
В 1-й половине XVII века Л’Акуилой правил губернатор Алонсо де Контрерас.
В 1703 году и 1706 году город был сильно затронут землетрясениями. В 1798 году он был завоёван Францией, в 1815 году — Австрийской империей.
После объединения Италии город стал столицей провинции Абруцци и в 1861 году был переименован в Аквила дельи Абруцци. Обратное переименование в Л’Аквилу состоялось в 1939 году.
Город сильно пострадал от разрушительного землетрясения 6—7 апреля 2009 года, в ходе которого по официальным данным погибло 309 человек, не менее 1200 было ранено, 10 человек пропали без вести. В городе и его окрестностях было повреждено и разрушено примерно 15 тысяч зданий (около 50 % застройки), включая исторические памятники. Без крова остались 29 тысяч человек. Землетрясение считается самым мощным за последние 30 лет в Италии. 
Чтобы привлечь международное внимание к бедственному положению города, 8—10 июля того же года в  Л’Акуиле прошёл 35-й саммит «большой восьмёрки», экстренно перенесённый сюда из Ла-Маддалены на Сардинии.

## Культура

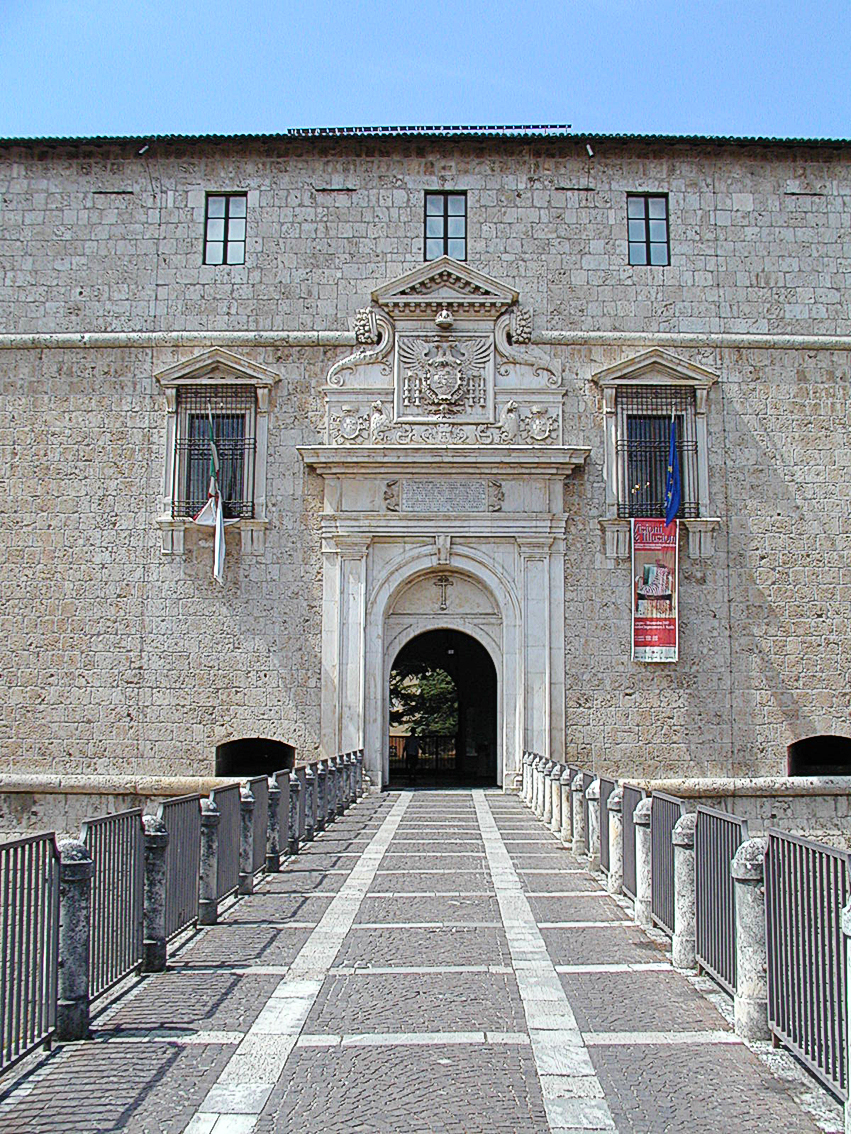
Акуила, замок и национальный музей

В июне 2005 года у древней Валериевой дороги под Л’Акуилой была найдена гробница Персея Македонского.
В сабинском селении Амитернум, вблизи которого был позднее заложен город Л’Акуила, родился римский историк Саллюстий.

### Спорт
Город представляет регбийный клуб «Л`Аквиле регби», пятикратный чемпион Италии. Футбольная команда, «Л`Аквиле кальчо», играла 3 раза в Серии B.

## Демография
Динамика населения:

## Администрация коммуны
- Официальный сайт: http://www.comune.laquila.it/